# Кедр атласький
{{#ifeq:0|0|{{#if:|{{#if:Cedrusatlantica|[[]}}|}}}}
Кедр атласький (Cedrus atlantica) — вид хвойних дерев роду кедр (Cedrus) родини соснові (Pinaceae). Це одне з основних дерев Марокко та Алжиру, взагалі дуже бідних деревною рослинністю. Це гірська рослина, в основному виростає в горах Атласу і Ер-Рифу на висоті від 1300 до 2000 м. Зустрічається в найбільш недоступних місцях, оскільки його вирубує місцеве населення на паливо. Крім того, дефіцит орних земель призводить до знищення лісових масивів. Кедр атласький широко введений в культуру в Західній Європі і в колишньому СРСР (Крим, Кавказ, Середня Азія).

## Опис
Дерево до 40 м заввишки, з пухкою, пірамідальною кроною, жорсткою синювато-зеленою, зібраною в пучки на укорочених пагонах хвоєю і циліндричними або яйцеподібними, щільними, блискучими, світло-коричневими шишками, що дозрівають на третій рік. Від кедра ліванського відрізняється будовою крони, коротшою хвоєю і дрібнішими шишками.
У молодості росте швидше, навесні пізно рушає в зростання і більш посухостійкий. Досить морозостійкий, витримує короткочасні пониження температури до −20 °С, дуже світлолюбний, пило-, димо- та газостійкий. Погано переносить присутність вапна в ґрунті. Страждає від надмірного зволоження.